# ノザキ薬品
株式会社ノザキ薬品（ノザキやくひん）は、大分県大分市羽屋に本社を置き、大分県内にスーパードラッグノザキ15店舗を展開していたドラッグストアチェーンである。

## 概要
日本チェーンドラッグストア協会正会員。
大分市内（大野川以東を除く）及び別府市内では宅配を行っている。
2011年11月、全国的なドラッグストアチェーン網の構築を目指す富士薬品の子会社となった。
2014年6月、株式会社くすりの鶴美堂（現・九州セイムス）に吸収合併された。
スーパードラッグノザキの名称は残っている。

## 店舗
- 中津市 - 沖代店（1店舗）
- 別府市 - やまなみ店、観光港店、流川通店（3店舗）
- 大分市 - 羽屋店、わさだ店、岩田店、春日店、奥田店、寒田店、皆春店、葛木店、坂の市店（9店舗）
- 津久見市 - 津久見店（1店舗）
- 佐伯市 - 中の島店（1店舗）